# Фостер, Брайан
Брайан Фостер (родился 3 апреля 1984 г.) — американский боец смешанных единоборств и кикбоксер, в настоящее время выступающий за Лигу профессиональных бойцов. Будучи профессионалом с 2006 года, он также выступал за UFC. Он выиграл Турнир WSOF в легком весе в 2015 году. Только один из его 41 боя за карьеру дошел до решения судей.